# GSC8941-1547
GSC8941-1547 — хімічно пекулярна зоря спектрального класу A, що має видиму зоряну величину в смузі V приблизно 10,8.